# Тёплый фронт

Тёплый фронт — атмосферный фронт, перемещающийся в сторону более холодного воздуха (наблюдается адвекция тепла). За тёплым фронтом в данный регион приходит тёплая воздушная масса.
На карте погоды тёплый фронт отмечается красным цветом или зачернёнными полукружками, направленными в сторону перемещения фронта. По мере приближения линии тёплого фронта начинает падать давление, уплотняются облака, выпадают обложные осадки. Зимой при прохождении фронта обычно появляются низкие слоистые облака. Температура и влажность воздуха медленно повышаются. При прохождении фронта температура и влажность обычно быстро возрастают, ветер усиливается. После прохождения фронта направление ветра меняется (ветер поворачивает по часовой стрелке в северном полушарии и против в южном полушарии), падение давления прекращается и начинается его слабый рост, облака рассеиваются, осадки прекращаются. Поле барических тенденций представлено следующим образом: перед тёплым фронтом располагается замкнутая область падения давления, за фронтом — либо рост давления, либо относительный рост (падение, но меньшее, чем перед фронтом).
В случае тёплого фронта тёплый воздух, перемещаясь в сторону холодного, натекает на клин холодного воздуха и совершает восходящее скольжение вдоль этого клина и динамически охлаждается. На некоторой высоте, определяемой начальным состоянием восходящего воздуха, достигается насыщение — это уровень конденсации. Выше этого уровня в восходящем воздухе происходит облакообразование. Адиабатическое охлаждение тёплого воздуха, скользящего вдоль клина холодного, усиливается развитием восходящих движений от нестационарности при динамическом падении давления и от сходимости ветра в нижнем слое атмосферы. Охлаждение тёплого воздуха при восходящем скольжении по поверхности фронта приводит к образованию характерной системы слоистообразных облаков (облаков восходящего скольжения): перисто-слоистые — высоко-слоистые - слоисто-дождевые (Cs-As-Ns).
При приближении к пункту тёплого фронта с хорошо развитой облачностью сначала появляются перистые облака в виде параллельных полос с когтевидными образованиями в передней части (предвестники тёплого фронта), вытянутые в направлении воздушных течений на их уровне (Ci uncinus). Первые перистые облака наблюдаются на расстоянии многих сотен километров от линии фронта у поверхности Земли (около 800—900 км). Перистые облака переходят затем в перисто-слоистые облака (Cirrostratus). Для этих облаков характерны явления гало. Облака верхнего яруса — перисто-слоистые и перистые (Ci и Cs) состоят из ледяных кристаллов, и осадки из них не выпадают. Чаще всего облака Ci-Cs представляют собой самостоятельный слой, верхняя граница которого совпадает с осью струйного течения, то есть близка к тропопаузе.
Затем облака становятся всё плотнее: высоко-слоистые облака (Altostratus) постепенно переходят в слоисто-дождевые (Nimbostratus), начинают выпадать обложные осадки, которые ослабевают или совсем прекращаются после прохождения линии фронта. По мере приближения к линии фронта высота основания Ns снижается. Минимальное её значение определяется высотой уровня конденсации в восходящем тёплом воздухе. Высокослоистые (As) являются коллоидальными и состоят из смеси мельчайших капелек и снежинок. Их вертикальная мощность довольно значительна: начинаясь на высоте 3-5 км, эти облака простираются до высот порядка 4-6 км, то есть имеют 1-3 км в толщину. Выпадающие из этих облаков осадки летом, проходя сквозь тёплую часть атмосферы, испаряются и не всегда достигают поверхности Земли. Зимой осадки из As в виде снега почти всегда достигают поверхности Земли, а также стимулируют выпадение осадков из нижележащих St-Sc. В этом случае ширина зоны обложных осадков может достигать ширины 400 км и более. Ближе всего к поверхности Земли (на высоте нескольких сотен метров, а порой 100—150 м и даже ниже) находится нижняя граница слоисто-дождевых облаков (Ns), из которых выпадают обложные осадки в виде дождя или снега; под слоисто-дождевыми облаками нередко развиваются разорванно-дождевые (St fr).
Облака Ns простираются до высот 3…7 км, то есть имеют весьма значительную вертикальную мощность. Облака также состоят из ледяных элементов и капель, причём, и капли и кристаллы особенно в нижней части облаков более крупные, чем в As. Нижнее основание системы облаков As-Ns в общих чертах совпадает с поверхностью фронта. Поскольку верхняя граница облаков As-Ns приблизительно горизонтальна, наибольшая их толщина наблюдается вблизи линии фронта. У центра циклона, где система облаков тёплого фронта имеет наибольшее развитие, ширина облачной зоны Ns и зоны обложных осадков в среднем — около 300 км. В целом облака As-Ns имеют ширину 500—600 км, ширина зоны облаков Ci-Cs — около 200—300 км. Если спроецировать данную систему на приземную карту, то вся она окажется перед линией тёплого фронта на расстоянии 700—900 км. В отдельных случаях зона облачности и осадков может быть значительно шире или уже, в зависимости от угла наклона фронтальной поверхности, высоты уровня конденсации, термических условий нижней тропосферы.
В ночное время радиационное выхолаживание верхней границы облачной системы As-Ns и понижение температуры в облаках, а также усиление вертикального перемешивания при опускании охлаждённого воздуха внутрь облака способствует образованию ледяной фазы в облаках, росту облачных элементов и образованию осадков. По мере удаления от центра циклона восходящие движения воздуха ослабевают, осадки прекращаются. Фронтальные облака могут образовываться не только над наклонной поверхностью фронта, а в некоторых случаях — и по обе стороны от фронта. Это особенно характерно для начальной стадии циклона, когда восходящие движения захватывают зафронтальную область — тогда и осадки могут выпадать с обеих сторон фронта. Но за линией фронта фронтальная облачность обычно сильно расслоена и зафронтальные осадки чаще представлены в виде мороси или снежных зёрен.
В случае очень пологого фронта система облаков может быть смещена вперед от линии фронта. В тёплое время года восходящие движения вблизи линии фронта приобретают характер конвективных, и на тёплых фронтах нередко развиваются кучево-дождевые облака и наблюдаются ливневые осадки и грозы (как днём, так и ночью).
Летом в дневные часы в приземном слое за линией тёплого фронта при значительной облачности температура воздуха над сушей может быть ниже, чем перед фронтом. Это явление называется маскировкой тёплого фронта.
Облачность старых тёплых фронтов также может быть расслоенной на всём протяжении фронта. Постепенно эти слои рассеиваются и осадки прекращаются. Порой тёплый фронт не сопровождается осадками (особенно летом). Так бывает при малом влагосодержании тёплого воздуха, когда уровень конденсации лежит на значительной высоте. При сухости воздуха и особенно в случае его заметной устойчивой стратификации восходящее скольжение тёплого воздуха не приводит к развитию мало-мальски мощной облачности — то есть облака вообще отсутствуют, либо наблюдается полоса облаков верхнего и среднего ярусов.